# Belle Starr
Belle Starr, pseudonimo di Myra Maybelle Shirley Reed Starr (Carthage, 5 febbraio 1848 – Eufaula, 3 febbraio 1889), è stata una pistolera statunitense.
È stata considerata un Jesse James al femminile negli anni crepuscolari del selvaggio West. Usava indossare un vestito di velluto nero con un cappellino piumato, cavalcava all'"amazzone" e, attorno alla vita, teneva due pistole con cinturone e portacartucce.

## Biografia
Myra Maybelle Shirley, chiamata dai familiari semplicemente "May", nacque nella fattoria di John Shirley, agricoltore, e di Elizabeth Hatfield Shirley, del clan degli Hatfield. Negli anni 1860, gli Shirley vendettero la fattoria per trasferirsi come fittavoli nella vicina cittadina di Carthage, Missouri.
Poco prima della distruzione della città di Carthage, avvenuta nel 1864 da parte di banditi confederati, la famiglia Shirley si trasferì nuovamente, questa volta a Scyen in Texas. Secondo la leggenda, fu qui che Bell Starr conobbe numerosi criminali del Missouri, inclusi Jesse James e i fratelli Younger, già amici di John Alexander "Bud" Shirley e appartenenti allo stesso gruppo di esploratori Quantrill's Raiders di James C. Reed. Bud Shirley fu ucciso nel 1864 a Sarcoxie, da truppe dell'Unione per essere stato sorpreso in casa di simpatizzanti degli Stati Confederati d'America. I soldati circondarono la casa e quando Bud cercò di fuggire fu colpito a morte.
Dopo la guerra di secessione americana, i Reed andarono ad abitare a Scyene e May Shirley sposò Jim Reed, con cui aveva avuto già una relazione giovanile, nel 1866. Due anni dopo partorì il suo primo figlio, una bambina chiamata Rosie Lee (e soprannominata Pearl), di cui si sospettò fosse padre Cole Younger, tanto che Cole fuggì dal paese dopo la nascita della bambina. Jim, tornato al crimine, fu ricercato per omicidio in Arkansas e questo causò un nuovo trasferimento della famiglia in California, dove venne alla luce il loro secondo figlio, James Edwin (Eddie), nato nel 1871.
Di ritorno in Texas e dopo un breve periodo di normalità, Jim Reed fece parte di parecchie bande criminali, fra cui quella degli Starr, una famiglia di origine Cherokee conosciuta per i suoi traffici di whisky e bestiame e furto di cavalli nel territorio destinato a riserva dei nativi americani (oggi Oklahoma).

### Azioni di banditismo

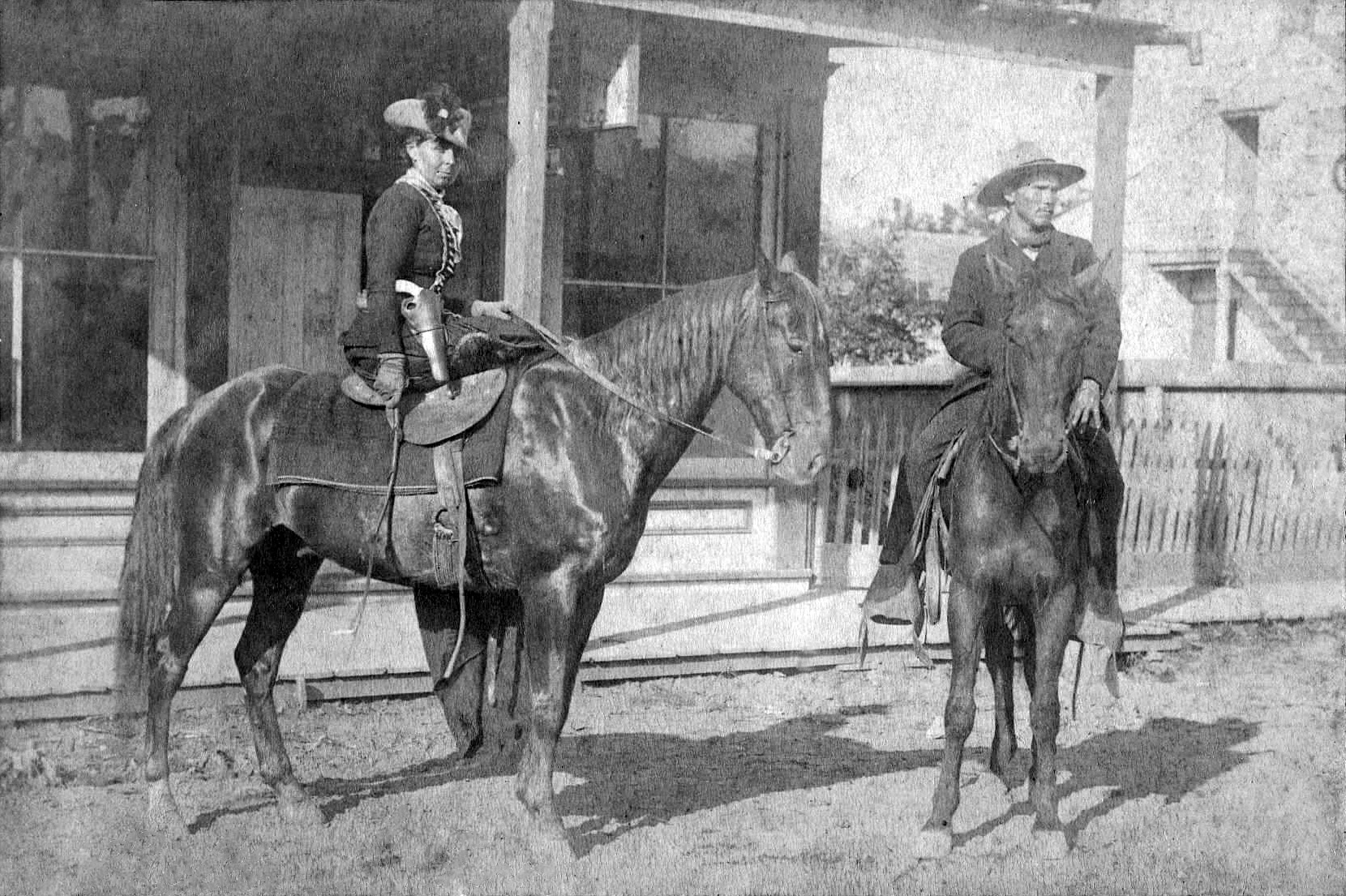
Belle Starr (1886)

Nell'aprile del 1874, contro ogni ragionevole motivo, un mandato di arresto fu spiccato contro Belle per una rapina alla diligenza della quale erano accusati il marito e altri complici. Jim Reed fu giustiziato a Paris, Texas, in agosto. Nello stesso anno Belle stabilì la sua residenza nel Missouri.
Belle fu sposata per tre settimane con Bruce Younger nel 1878, anche se questo evento non è stato mai dimostrato con evidenza di prova. Quel che si sa è che due anni dopo, nel 1880, andò sposa a un indiano cherokee di nome Sam Starr, nella cui famiglia si stabilì all'interno del territorio indiano. Con i nuovi familiari imparò a trafficare in cavalli rubati e partite di whisky. Il provento di tali traffici le servirà per corrompere funzionari statali in occasione dei suoi numerosi arresti.
Nel 1883, Belle e Sam furono incriminati e processati dalla Corte Federale USA per furto di cavalli. Il processo, davanti a Isaac Parker soprannominato "The Hanging Judge" ("Il giudice impiccagione"), si svolse a Fort Smith, Arkansas; il procuratore degli Stati Uniti era WHH Clayton. Belle fu riconosciuta colpevole e condannata a nove mesi di reclusione alla Detroit House of Corrections di Detroit, Michigan. Belle si comportò in casa di correzione come una reclusa modello guadagnandosi la stima delle veterane del carcere. Sam, invece, si rivelò un incorreggibile e fu assegnato ai lavori forzati.
A fine 1886, però, Belle sfuggì ad un altro mandato di cattura per un furto compiuto il 17 dicembre, mentre Sam Starr rimase coinvolto in una sparatoria con un agente, Frank West. Entrambi rimasero uccisi. Con la morte del marito, con cui aveva diviso gli anni più felici della sua vita, anche la vita di Belle Starr come regina dei fuorilegge ebbe improvvisamente termine.

### La morte in un'imboscata
Negli ultimi anni di vita, Belle ebbe diversi amanti dai nomi esotici, fra cui Jack Spaniard (Jack lo spagnolo), Jim French (Jim il francese) e, ma quest'ultima attribuzione è discussa, il fuorilegge Blue Duck. Infine, per poter mantenere la residenza nel territorio indiano, si sposò con un parente di Sam Starr, Jim July Starr, più giovane di lei di una quindicina di anni. Il 3 febbraio 1889, due giorni prima del suo quarantunesimo compleanno, Bandit Queen, la "regina dei fuorilegge", andò incontro al suo tragico destino.
Era a cavallo nei pressi della casa di un vicino ad Eufaula, Oklahoma, quando rimase vittima di un'imboscata a colpi di fucile. Dopo che cadde da cavallo, ignoti la colpirono ancora per assicurarsi che fosse morta. Le ferite riportate alla schiena, al collo e alla spalla nonché al viso risultarono fatali.
L'episodio non ebbe testimoni e nessuno è mai stato condannato per l'uccisione di Belle Starr. Fra gli indagati vi furono l'ultimo marito e uno dei suoi figli e soprattutto Edgar J. Watson, uno dei suoi mezzadri, che temeva che la donna lo potesse denunciare alle autorità per essere un ricercato per omicidio compiuto nello stato della Florida (sulla sua testa pendeva in effetti una taglia). Watson, che sarà poi ucciso nel 1910 fu in effetti sottoposto a processo per la morte di Starr ma venne assolto per mancanza di prove. Il caso di Belle Starr è rimasto quindi irrisolto, un cold case.

### Vita romanzata
Sebbene sia rimasta una figura piuttosto sconosciuta fuori del Texas nel periodo in cui visse, la parabola umana di Belle Starr ha avuto maggiore notorietà in seguito grazie in particolare ad un autore, Richard K. Fox, autore di dime novel (libri supereconomici) e redattore della National Police Gazette. Fox rese noto il nome della 'regina dei fuorilegge' con un romanzo divenuto famoso: Bella Starr, the Bandit Queen, or the Female Jesse James, pubblicato nel 1889, l'anno in cui la donna fu uccisa in un misterioso agguato. Questo romanzo - il primo pubblicato riguardo a Belle Starr - è stato spesso citato come principale referenza storica riguardo a questa figura.

### Figli
Il figlio di Belle, Eddie, fu accusato di furto di cavalli e ricettazione nel luglio 1889 e fu recluso su verdetto del giudice Parker nella prigione di Columbus (Ohio). L'altra figlia Rosie, soprannominata Pearl, divenne una prostituta, inizialmente per raccogliere il denaro necessario al rilascio del fratello. Ebbe a sua volta guai con la giustizia ma ottenne un perdono presidenziale nel 1893. Per ironia della sorte, Eddie divenne un agente di polizia e fu ucciso in servizio nel dicembre 1896. Nel periodo in cui praticò la prostituzione, dal 1890 all'inizio della prima guerra mondiale, Pearl frequentò diversi bordelli nelle città di Van Buren e Fort Smith, entrambe in Arkansas.

## Belle Starr nei media
La vita di Belle Starr è stata rievocata in diversi film. Gene Tierney interpretò il ruolo della donna-bandito nel film La ribelle del Sud del 1941.
Isabel Jewell è stata Belle nel film La terra dei senza legge (Badman's Territory) del 1946, e in Pistole puntate (Daughter of Belle Starr) del 1948. Anche Jane Russell ha incarnato il ruolo nel film La regina dei desperados del 1952.

In nessun caso questi film hanno preteso di avere una particolare accuratezza sotto il profilo storico.

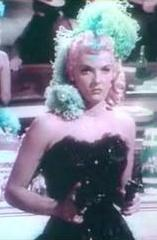
Jane Russell come Belle Starr nel film La regina dei desperados.

Nel 1954 Marie Windsor ha interpretato il ruolo di Belle Starr in un episodio della serie televisiva western con Jim Davis Stories of the Century. Nel 1960 è toccato a Lynn Bari recitare nelle vesti di Starr nell'episodio Perilous Passage della serie western NBC Overland Trail. L'attrice italiana Elsa Martinelli ha impersonato Belle Starr nel film The Belle Starr Story (in italiano Il mio corpo per un poker) sotto la regia di Lina Wertmüller, celata sotto lo pseudonimo Nathan Wich. Elizabeth Montgomery, già in Vita da strega, ha ritratto Belle nel film per la televisione del 1980 Belle Starr. Ugualmente ha fatto Pamela Reed nel film del 1980 I cavalieri dalle lunghe ombre (The Long Riders).
L'omicidio insoluto di Belle Starr è servito da base al romanzo di Douglas C. Jones The Search for Temperance Moon. Una figura disegnata su quella di Pearl Starr, figlia di Belle, è raffigurata come quella di una tenutaria di bordello a Fort Smith, Arkansas.
L'autore "pulp" western J.T. Edson ha inserito Belle Starr in diverse sue novelle della serie Floating Outfit. In particolare, il racconto Guns in The Night descrive l'uccisione di Belle Starr quando la donna sarebbe stata in stato di gravidanza dal suo uomo Mark Counter.
Nel 1995 il suo personaggio compare nell'episodio 21 della terza serie di La Signora del West (La giovane fuorilegge).
Anche l'arte giapponese dei manga si è occupata di Belle Starr attraverso il mangaka Akihiro Ito che nel 1993 ha creato il manga conosciuto come Belle Starr Bandits, ampiamente basato su figure, fatti ed eventi storici. Belle Starr è stata raffigurata anche nel manga Gun Blaze West di Nobuhiro Watsuki come una componente della banda di Jesse James.
L'autrice canadese Nalo Hopkinson la menziona nel suo libro Il Pianeta di Mezzanotte (Midnight Robber): la protagonista, Tan-Tan, indossa l'abito di una criminale ispirato al Far West, e il suo eshu le fa il nome di Belle Starr.
Nel 2007 il regista indipendente Ron Maxwell ha acquisito i diritti sul romanzo di Speer Morgan del 1979 Belle Starr. Nel numero di dicembre 2008 di Chronicles: A Magazine of American Culture, Maxwell è citato come possibile regista del film Belle Starr.
Va aggiunto che della banda Starr faceva parte il rapinatore di banche Henry Starr, che uccise lo sceriffo della United States Marshals Service Floyd Wilson, e interpretò sé stesso in un film.
La compositrice statunitense Libby Larsen cita Belle Starr nella canzone Bucking Bronco, contenuta in Cowboy Songs.
Bob Dylan ha fatto per due volte riferimento a Belle in sue canzoni: Tombstone Blues, dall'album discografico Highway 61 Revisited (1965), e Seeing the Real You at Last., contenuta nell'album Empire Burlesque (1985).
Contrariamente a quanto affermato in Handbook of Texas, Belle Starr non fu amante del killer cherokee Bluford "Blue Duck", sebbene i due siano stati ritratti insieme in una fotografia.
Il gruppo rock-blues Rival Sons ha inserito nell'album Great Western Valkyrie il brano intitolato Belle Starr e a lei dedicato.
Nel videogioco del 2018, Red Dead Redemption 2, è presente un personaggio che è ispirato a Lei: la fuorilegge Black Belle.
Nel 2021, viene inserito un personaggio ispirato a lei chiamato Belle nel videogioco mobile del 2017 Brawl Stars. Nel 2022 le viene affiancato un secondo personaggio di nome Sam, inspirato al marito Sam Starr. Nel 2023 un terzo personaggio, di nome "Pearl", ispirato alla figlia Pearl Starr, è stato aggiunto al gioco.